# Assunção
Assunção là một đô thị thuộc bang Paraíba, Brasil. Đô thị này có diện tích 126,427 km², dân số năm 2007 là 3307 người, mật độ 26,2 người/km².